# 長沼鷺蔵
長沼 鷺蔵（ながぬま さきぞう、1844年5月24日（天保15年4月8日） - 1934年（昭和9年）10月26日））は、広島県出身の実業家。旧名は主税之助（ちからのすけ）。

## 経歴
幼児期より国学を教えられ、長じて母方の伯父菅野肇（広島藩士）を頼って上京、洛西壬生の神影流間宮孫四郎に入門、目録を受け、帰郷して広島藩の師範細六郎について貫心流を学ぶ。
1867年（慶応3年）9月、回天軍第一起神機隊に入隊し関東・東北に従軍する。従軍中の1868年（慶応4年）5月15日の江戸上野にて彰義隊との戦闘の後、同隊分派の振武軍を追跡、武州黒山峠において振武軍中軍組頭渋沢平九郎と居合い、平九郎に重傷を与えた。
廃藩後は陸軍に移り、後に広島県警察に転じた。1880年（明治13年）退官、実業界に入る。
米綿取引所の開設、旅館業、海運業、鉄道事業、電気工事業等各種事業の経営にあたり、広島財界の重鎮として目された。

## 家族
孫の一人に元サッカー選手・日本代表選手、元日本代表監督の長沼健がいる。